# Walter Stemberg
Walter Stemberg (* 1951) ist ein deutscher Koch und Gastronom. Er ist bekannt für sein Gourmet-Restaurant Haus Stemberg in Velbert-Neviges.
Walter Stemberg entstammt einer traditionsreichen Gastronomenfamilie. Seine Vorfahren führten seit 1864 an derselben Stelle ein Gasthaus und eine Schmiede. 1975 übernahm er gemeinsam mit seiner Frau Petra in vierter Generation den Betrieb und wandelte das Gasthaus zu einem Gourmetrestaurant um. 2003 trat sein Sohn Sascha Stemberg in den Betrieb ein und führt das Haus seit 2013 in fünfter Generation weiter. Das Restaurant Haus Stemberg verfolgt das Konzept „Zwei Küchen von einem Herd“ – eine kulinarische Kombination aus bodenständiger Landhausküche und anspruchsvoller Gourmetküche in einem gemeinsamen Küchenraum. Das Haus ist seit 2013 Michelin‑Stern‑gekrönt und 2025 wurde der Stern zum 12. Mal bestätigt.

## Auszeichnungen
- Ernennung zum Gastronom des Jahres 2020 durch den Schlemmer‑Atlas (Busche Verlag)[5].
- Gastronom des Jahres 2021 laut „Der große Restaurant & Hotel Guide“ (laut IHK-Anerkennung)[6].
- Restaurant des Jahres 2021, verliehen durch das Magazin „Der Feinschmecker“[2].
- Auszeichnung mit der Goldenen Ehrenmedaille der IHK Düsseldorf am 24. August 2021 für sein jahrzehntelanges Engagement im Prüfungsausschuss der IHK[6][7].